# Нахль (Египет)
Нахль (араб. نِخِل‎), также Нехль — город провинции Северный Синай в Республике Египет на Вади-эль-Ариш.
Население 11 023 жителей (2006 год).

## История

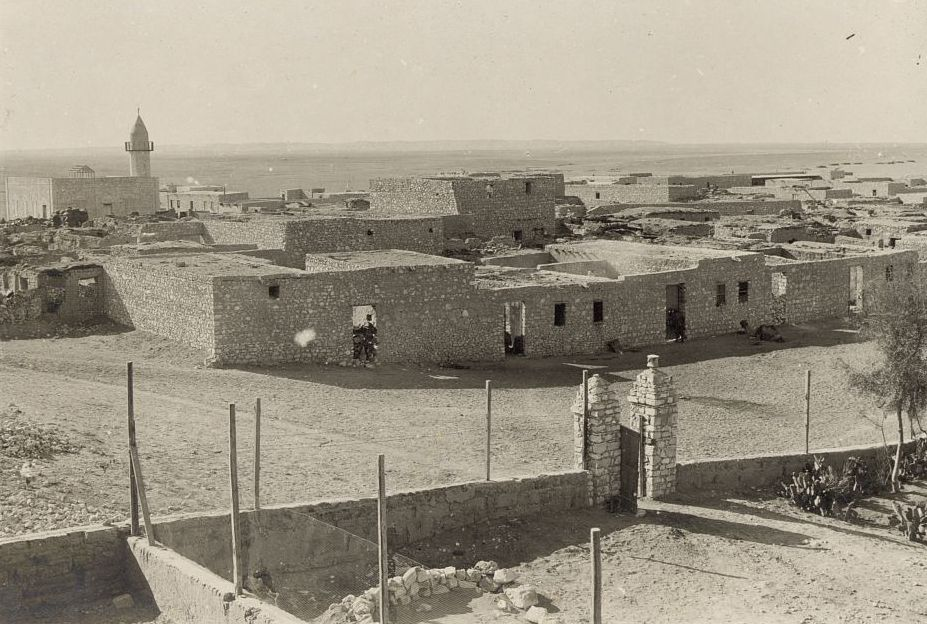
Крепость Эн-Нахль

Существуют с давних времён, входил в состав Древнего Египта и был древней столицей провинции Синай благодаря своему стратегическому расположению — в центре полуострова. В нём добывались драгоценные камни и металлы — до сих пор тут находятся хорошо сохранившиеся руины шахт и храмов. Одной из достопримечательностей города является крепость Эн-Нахль.

## География
Высота города составляет около 420,6 м над уровнем моря, однако расположенные рядом горы Рас-Абу-Телейхат имеют бо́льшую высоту (556 м).
Летом температура достигает +40°С, но с прохладными ночами. Зимой опускается до −9 °C, иногда бывает снег. Город является одним из самых холодных в Египте. Любители пешего туризма, тем не менее, предпочитают путешествовать здесь в зимний сезон, считая погоду более комфортной для этого.
Воду город получает с гор и из-под земли. Ведутся работы по прокладке водопровода из Нила.

## Экономика
Преобладающим в экономике города является сельское хозяйство, которое зависит от водозаборных скважин. Возделываются пшеница, ячмень и кукуруза. Выращиваются фрукты: яблоки, миндаль, груши, абрикосы, персики, финики и виноград.